# Anaides vartorellii
Anaides vartorellii är en skalbaggsart som beskrevs av Federico Ocampo 2006. Anaides vartorellii ingår i släktet Anaides och familjen Hybosoridae. Inga underarter finns listade i Catalogue of Life.